# Stanisław Kruszewski (inżynier)

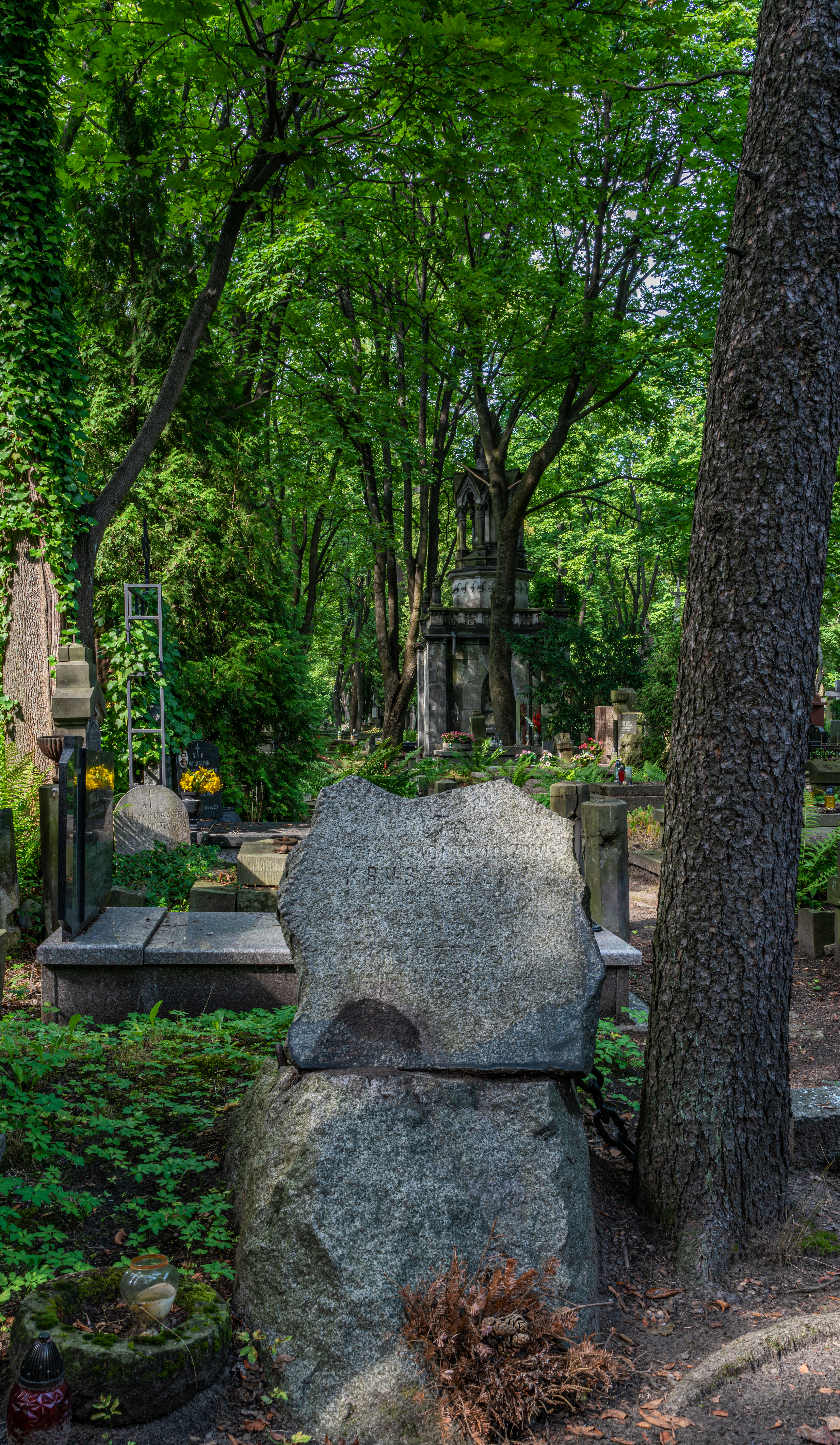
Grób Stanisława Kruszewskiego na cmentarzu Powązkowskim

Stanisław Jan Kruszewski (ur. 6 maja 1872 w Osinach pod Puławami, zm. 14 marca 1944 w Warszawie) – polski inżynier kolejowy, ekonomista, działacz lewicy socjalistycznej, społeczno-oświatowy i związkowy.

## Życiorys
Syn Juliusza i Zofii z Montowiczów (1844–1910). Ukończył gimnazjum w Lublinie. Członek PPS-Lewicy. Brał udział w przygotowaniach odsłonięcia pomnika Adama Mickiewicza w 1898. W 1905 wraz z działaczami PPS skupionymi wokół „Kuriera Codziennego” zorganizował Uniwersytet dla Wszystkich. Brał udział w organizowaniu Czytelń Bezpłatnych Warszawskiego Towarzystwa Dobroczynności w 1906; wraz z innymi działaczami otworzył Towarzystwo Czytelń m. Warszawa. W 1905 należał do Wszechrosyjskiego Związku Pracowników Kolejowych i uczestniczył w Związku Pracowników Kolejowych Królestwa Polskiego. W latach 1909–1913 działał w Towarzystwie Kultury Polskiej.
W 1918 wrócił do pracy w Warszawie jako zastępca dyrektora Wydziału Mechanicznego PKP. Był przewodniczącym Zarządu Głównego Związku Zawodowego Kolejarzy (1918–1921). Od 1927 pracował jako radca ministerialny w Ministerstwie Skarbu. Umarł na gruźlicę w 1944 w Warszawie. Pochowany na cmentarzu Powązkowskim w Warszawie (kwatera 195-3-30).

## Publikacje
- Stanisław Kruszewski: Jak zaoszczędzać opał w gospodarstwie domowem, Druk. Techniczna Warszawa 1922.
- Stanisław Kruszewski: Życie robotnicze w Polsce 1913–1921, „Książka” Warszawa 1923.
- Stanisław Kruszewski: Słowniczek parowozowy, Księgarnia Techniczna Warszawa 1924.
- Stanisław Kruszewski (opr.): Majątek państwa polskiego według stanu na dzień 1 stycznia 1927 r., Ministerstwo Finansów.
- Stanisław Kruszewski: Spirytusowe mieszanki napędowe w Polsce, P. Pyz Warszawa 1936.
- Stanisław Kruszewski: Gospodarka węglowa w Niemczech, Polski Komitet Energetyczny Dąbrowa Górnicza 1938.

## Ordery i odznaczenia
- Krzyż Kawalerski Orderu Odrodzenia Polski (9 listopada 1932)[8]